# Кавказский 4-й стрелковый полк
4-й стрелковый Кавказский полк (до 1910 — батальон) — пехотная воинская часть Русской императорской армии. С 1870 года входил в состав Кавказской стрелковой бригады (с 1915 г. дивизии).

## История
Сформирован 6 декабря 1856 года как 21-й армейский стрелковый батальон.
18 марта 1857 года — переименован в 21-й стрелковый батальон.
В 1858—1865 годах участвовал в Кавказских походах.
С 31 августа 1870 года — 4-й Кавказский стрелковый батальон.
В 1877—1878 годах участвовал в Русско-турецкой войне.
К 20 февраля 1910 года — переформирован в полк двухбатальонного состава и назван 4-й стрелковый Кавказский полк
В 1915 году полк приведён в четырёхбатальонный состав.
Полковой праздник — 13 ноября.
Полк был расформирован 16 марта 1918 года наряду с другими частями 1-й Кавказской стрелковой дивизии.

## Знаки отличия полка
1. Георгиевское полковое знамя с надписью «За отличіе въ Турецкую войну 1877 и 1878 годовъ»
2. Георгиевские серебряные сигнальные рожки с надписью: «За взятіе Карса 6 ноября 1877 г.» (в 1-м батальоне полка)
3. Знаки нагрудные для офицеров и головные для нижних чинов с надписью: «За отличіе при покореніи Западного Кавказа въ 1864 году» (в 1-м батальоне полка)

## Командиры
- 01.01.1857 — 12.11.1860 — подполковник (с 15.11.1859 полковник) Кобиев, Николай Григорьевич
- 12.11.1860 — 08.07.1864 — подполковник (с 17.04.1863 полковник) Бюнтинг, Георгий Карлович
- 24.08.1864 — 28.08.1871 — подполковник (с 05.06.1869 полковник) Трейтер, Василий Васильевич
- 17.09.1871 — 07.06.1877 — полковник Шиманский, Андрей Иванович
- 07.06.1877 — 22.12.1877[2] — подполковник князь Меликов, Иван Леванович
- 22.12.1877 — 04.02.1879 — подполковник Сагинов, Иван Виссарионович
- 04.02.1879 — 18.11.1882 — подполковник (с 13.07.1879 полковник) Ушаков, Иван Яковлевич
- 01.12.1882 — 31.07.1889 — подполковник (с 06.05.1884 полковник) фон дер Нонне, Фёдор Августович
- 28.08.1889 — 29.12.1891 — полковник Фрезер, Иван Николаевич
- 29.12.1891 — 18.05.1897 — полковник Попов, Михаил Тимофеевич
- 26.05.1897 — 15.12.1899 — полковник Якутин, Владимир Павлович
- 08.01.1900 — 22.02.1901[3] — полковник Барщевский, Игнатий Семёнович
- 22.03.1901 — 15.03.1904 — полковник Соболевский, Пётр Петрович
- 05.04.1904 — 04.08.1906 — полковник Хондзынский, Иосиф-Казимир Александрович
- 05.09.1906 — 25.11.1908 — полковник Ранцев, Василий Владимирович
- 15.12.1908 — 30.08.1910 — полковник Кузьминский, Василий Александрович
- 30.08.1910 — 03.11.1914 — полковник Будянский, Николай Андреевич
- 03.11.1914 — 06.08.1916 — полковник Бржезицкий, Юлиан Францевич
- 08.08.1916 — 20.02.1917 — полковник (с 19.02.1917 генерал-майор) Афанасьев, Павел Пантелеймонович
- 27.03.1917 — 09.11.1917 — полковник фон Вейс, Константин Александрович
- 14.11.1917 — хх.хх.хххх — полковник Мелитаури, Николай Михайлович

## Георгиевские кавалеры
Фельдфебель Яков Щередин
- 3 ст № 3296 — За разновременные дела 1877 и 1878 годов
- 2 ст № 778 — За 2-е и 3-е Октября 1877 года
- 1 ст № 345 — За 30-е Декабря 1877 года[4]

## Известные люди, служившие в полку
- Беляков, Александр Васильевич (1897—1982) — советский лётчик, Герой Советского Союза, генерал-лейтенант авиации. В 1917 году воевал в полку в чине прапорщика.[5]